# Ángel Gómez
Ángel Gómez Gómez (Torrelavega, 13 maggio 1981) è un ex ciclista su strada spagnolo, professionista dal 2004 al 2009.

## Palmarès

### Strada
- 2003 (Dilettanti, tre vittorie)

1ª tappa Vuelta Ciclista a Valladolid (Valladolid > Íscar)
Classifica generale Vuelta Ciclista a Valladolid
1ª tappa Vuelta a Tenerife (Santa Cruz de Tenerife > Vilaflor de Chasna)

## Piazzamenti

### Grandi Giri
- Giro d'Italia

2005: 79º
2006: 108º
2007: 80º
2009: 80º
- Tour de France

2008: ritirato (3ª tappa)
- Vuelta a España

2005: 69º
2006: ritirato (12ª tappa)
2007: 61º

### Classiche monumento
- Milano-Sanremo

2006: 53º
2007: 70º
2008: 35º
- Giro delle Fiandre

2005: ritirato
2006: ritirato
2007: ritirato
2008: ritirato
2009: 97º
- Parigi-Roubaix

2006: 110º
2007: 54º
- Liegi-Bastogne-Liegi

2004: ritirato
- Giro di Lombardia

2004: ritirato
2007: ritirato